# Kerguelenzeebeer
De Kerguelenzeebeer (Arctocephalus gazella) is een oorrob uit de onderfamilie der zeeberen (Arctocephalinae). Deze soort komt voor in de zeeën rond Antarctica. Hij dankt zijn soortaanduiding gazella aan de SMS Gazelle, een Duits schip dat het eerste exemplaar vond.

## Uiterlijk
De Kerguelenzeebeer is een van de kleinere zeeberen. Mannetjes zijn veel groter dan vrouwtjes. Mannetjes hebben een lichaamslengte van 165 tot 200 centimeter en een lichaamsgewicht van 90 tot 210 kilogram; vrouwtjes hebben een lichaamslengte van 115 tot 149 centimeter en een lichaamsgewicht van 25 tot 55 kilogram.
De mannetjes hebben manen, die nog groter lijken door een dikke onderhuidse vetlaag en een stevige spierlaag die daaronder liggen. Ze hebben een donkere grijsbruine tot koolzwarte vacht, met een grijzige gloed over de manen, de rug en de flanken. Vrouwtjes zijn grijzig van kleur. De buikzijde is lichter van kleur, met een roomkleurige borst en keel. De oorschelpen zijn lang. De snuit is kort, breed en spits. De mannetjes hebben zeer lange snorharen, tussen de 35 en 50 centimeter lang.

## Voedsel
Het belangrijkste voedsel voor deze zeebeer is krill. Volwassen vrouwtjes leven zelfs slechts van deze kleine schaaldiertjes. Ook vissen en inktvissen worden gegeten, en een enkele keer zelfs een pinguïn. Tijdens het foerageren kunnen de zeeberen drie tot vijf dagen lang wegblijven en 150 kilometer ver trekken.

## Voortplanting en levensloop
Van mei tot oktober verblijven de dieren op open zee. De volwassen mannetjes vestigen eind oktober, begin november een territorium op de voortplantingsstranden. De voortplantingsstranden zijn meestal rotsachtige kusten, alhoewel ook zandstranden worden bezocht. Twee à drie weken later arriveren de vrouwtjes op deze stranden om te werpen. In december worden de welpen geboren. Het jong heeft bij de geboorte een zwarte vacht, en is 60 tot 73 centimeter lang en 4,5 tot 6,5 kilogram zwaar. De eerste zes dagen zoogt het moeder haar jong. Acht dagen na de worp zijn de vrouwtjes weer ontvankelijk. In deze periode verdedigen de mannetjes hun territorium fel tegen de buren, en proberen ze de vrouwtjes binnen het territorium te houden. Een succesvol mannetje paart met tot wel vijf vrouwtjes.
Na de paring trekt het vrouwtje naar zee om te foerageren. Ze keert van tijd tot tijd terug om haar achtergebleven jong te laten zogen. Tijdens de foerageertripjes verzamelen de jongen zich in groepjes aan het einde van het strand, zover mogelijk van de zee af. Bij terugkeer roept het moeder haar jong met een herkenbare roep. Moeders herkennen hun jongen aan de roep die de jongen dan terugroepen, en aan de lichaamsgeur. De jongen worden gezoogd op een afgelegen, beschutte plaats, meestal boven op een graspol.

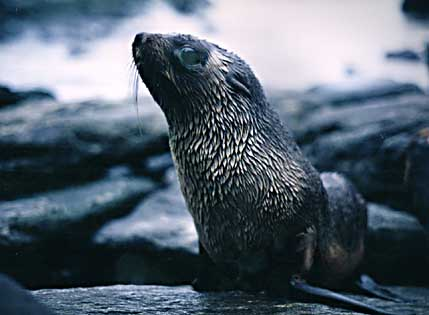
Jonge Kerguelenzeebeer

De totale zoogtijd duurt zo'n 17 weken. De jongen worden op een bijzondere manier gespeend. De jongen worden niet weggejaagd door het vrouwtje, maar duiken op eigen initiatief met een groepje andere jongen richting de zee. Bij de terugkeer van het vrouwtje is het jong weg. De volwassen mannetjes en vrouwtjes verlaten de voortplantingsstranden in april. Sommige dieren blijven echter op de stranden achter.
Na drie tot vier jaar zijn de jongen geslachtsrijp. Waarschijnlijk zullen mannetjes zich pas voor het eerst paren als ze zes tot tien jaar oud zijn. Mannetjes worden gemiddeld vijftien jaar oud, vrouwtjes drieëntwintig.

## Verspreiding
De Kerguelenzeebeer komt voornamelijk voor op oceanische eilandjes rond Antarctica, als Zuid-Georgië en de Zuidelijke Sandwicheilanden (waar ze het algemeenst zijn), de Zuidelijke Shetlandeilanden, de Zuidelijke Orkneyeilanden, Bouvet, Macquarie-eiland en de Heard en MacDonaldeilanden, en in de koude zeeën die deze eilanden omringen. Op de Kerguelen zelf zijn ze tegenwoordig zeer zeldzaam, in tegenstelling tot vroeger. Dwaalgasten zijn bekend van Vuurland, Mar del Plata en de Juan Fernández-archipel. Zuidwaarts kunnen ze tot het pakijs voorkomen.

## Bedreigingen
De belangrijkste natuurlijke vijand voor de Kerguelenzeebeer is de orka. Jonge zeeberen vallen ten prooi aan zeeluipaarden.
De Kerguelenzeebeer was eind negentiende eeuw bijna uitgestorven door de pelsjacht. In de jaren veertig is de jacht aan banden gelegd. Sindsdien zijn hun aantallen weer toegenomen, waardoor de soort tegenwoordig in relatieve veiligheid verkeert. Op Zuid-Georgië leven nu ongeveer een miljoen exemplaren.